# Lijst van beschermd erfgoed in Houyet
Onderstaande tabel geeft een overzicht van de beschermde erfgoederen in de gemeente Houyet. Het beschermd erfgoed maakt onderdeel uit van het cultureel erfgoed in België.
| Object | Bouwjaar/architect | Deelgemeente | Adres | Coördinaten                   | Nummer?                | Afbeelding |
| --- | ------------------ | ------------ | ----- | ----------------------------- | ---------------------- | --- |
| Eeuwenoude eik gesitueerd ter plaatse genaamd "Petite Couture"                                                                                 |                    |              |       | 50° 10' 40" NB, 5° 0' 56" OL  | 91072-CLT-0002-01 Info | |
| Kerk Saint-Hadelin |                    | Celles       |       | 50° 13' 44" NB, 5° 0' 30" OL  | 91072-CLT-0003-01 Info | Kerk Saint-Hadelin |
| Kasteel van Vêves |                    | Celles       |       | 50° 13' 15" NB, 4° 58' 57" OL | 91072-CLT-0004-01 Info | Kasteel van Vêves |
| Ensemble van het kasteel van Vêves en de omliggende terreinen                                                                                  |                    | Celles       |       | 50° 13' 8" NB, 4° 58' 37" OL  | 91072-CLT-0005-01 Info | |
| Toren van de kerk Saint-Clément |                    | Finnevaux    |       | 50° 9' 28" NB, 4° 56' 43" OL  | 91072-CLT-0007-01 Info | |
| Aiguilles de Chaleux |                    | Hulsonniaux  |       | 50° 13' 18" NB, 4° 57' 2" OL  | 91072-CLT-0008-01 Info | Aiguilles de Chaleux |
| Aiguilles de Chaleux: uitbreiding van de site                                                                                                  |                    | Hulsonniaux  |       | 50° 13' 6" NB, 4° 57' 4" OL   | 91072-CLT-0009-01 Info | |
| Kapel Saint-Roch en het ensemble van het gebouw en diens omgeving                                                                              |                    |              |       | 50° 11' 23" NB, 5° 0' 15" OL  | 91072-CLT-0010-01 Info | |
| Totaliteit van de kapel Notre-Dame de Grâce en het ensemble van de kapel en diens omgeving                                                     |                    | Hour         |       | 50° 9' 13" NB, 5° 1' 54" OL   | 91072-CLT-0011-01 Info | |
| Ensemble van de kerk Saint-Hadelin, uitgezonderd de neoromaanse kerkhofkapel (noord), de sacristie en het orgel (instrumentaal deel en buffet) |                    | Celles       |       | 50° 13' 44" NB, 5° 0' 30" OL  | 91072-PEX-0001-01 Info | Ensemble van de kerk Saint-Hadelin, uitgezonderd de neoromaanse kerkhofkapel (noord), de sacristie en het orgel (instrumentaal deel en buffet) |
| Gevels en daken van kasteel de Vêves |                    | Celles       |       | 50° 13' 15" NB, 4° 58' 57" OL | 91072-PEX-0002-01 Info | |
| Aiguilles de Chaleux |                    | Hulsonniaux  |       | 50° 13' 18" NB, 4° 57' 2" OL  | 91072-PEX-0003-01 Info | |
| Aiguilles de Chaleux: uitbreiding van de site                                                                                                  |                    | Hulsonniaux  |       | 50° 13' 6" NB, 4° 57' 4" OL   | 91072-PEX-0004-01 Info | |